# Лоу Мур (Ајова)
Лоу Мур (енгл. Low Moor) град је у америчкој савезној држави Ајова. По попису становништва из 2010. у њему је живело 288 становника.

## Демографија
Према попису становништва из 2010. у граду је живело 288 становника, што је 48 (20,0%) становника више него 2000. године.
| Група             | 2000.       | 2010.       |
| Белци             | 239 (99,6%) | 280 (97,2%) |
| Афроамериканци    | 0 (0,0%)    | 2 (0,7%)    |
| Азијати           | 0 (0,0%)    | 0 (0,0%)    |
| Хиспаноамериканци | 0 (0,0%)    | 1 (0,3%)    |
| Укупно            | 240         | 288         |